# 船だまり
船だまり（ふなだまり、英語：basins for small craft）は、港湾施設のうち、小型船舶などの停泊又は係留の用に供される水域施設である。「小型船だまり」とも呼ばれる。

## 概要
船だまりは、港湾法において、港湾施設のうち水域施設の一つであり、漁船やプレジャーボート等の小型船舶が安全に出入りし、停泊や係留をするために、岸壁（物揚場）や桟橋が整備され、防波堤等で囲まれた水域施設である。水域施設としては泊地と同様の施設であるが、船だまりは、特に小型船舶を対象とし、港湾の奥部に整備されることが多い。

## 性能規定
国土交通省が定める技術基準では、船だまりの水深は、波浪、水の流れ、風等による対象船舶の動揺の程度に照らし、対象船舶の喫水以上の適切な深さを有することとし、船舶の安全かつ円滑な利用に必要な形状、広さ及び静穏度を有することとするとされている。